# Ruvigny
Ruvigny ist eine französische Gemeinde mit 502 Einwohnern (Stand: 1. Januar 2022) im Département Aube in der Region Grand Est (vor 2016 Champagne-Ardenne); sie gehört zum Arrondissement Troyes und zum Kanton Vendeuvre-sur-Barse. 

## Geographie
Ruvigny liegt etwa neun Kilometer ostsüdöstlich von Troyes. Umgeben wird Ruvigny von den Nachbargemeinden Thennelières im Norden, Courteranges im Osten, Montaulin im Süden, Rouilly-Saint-Loup im Südwesten und Westen sowie Saint-Parres-aux-Tertres im Westen und Nordwesten. 

## Bevölkerungsentwicklung
| Jahr                       | 1962 | 1968 | 1975 | 1982 | 1990 | 1999 | 2006 | 2011 | 2019 |
| Einwohner                  | 136  | 118  | 160  | 277  | 361  | 383  | 396  | 460  | 497  |
| Quellen: Cassini und INSEE |      |      |      |      |      |      |      |      |      |

## Sehenswürdigkeiten

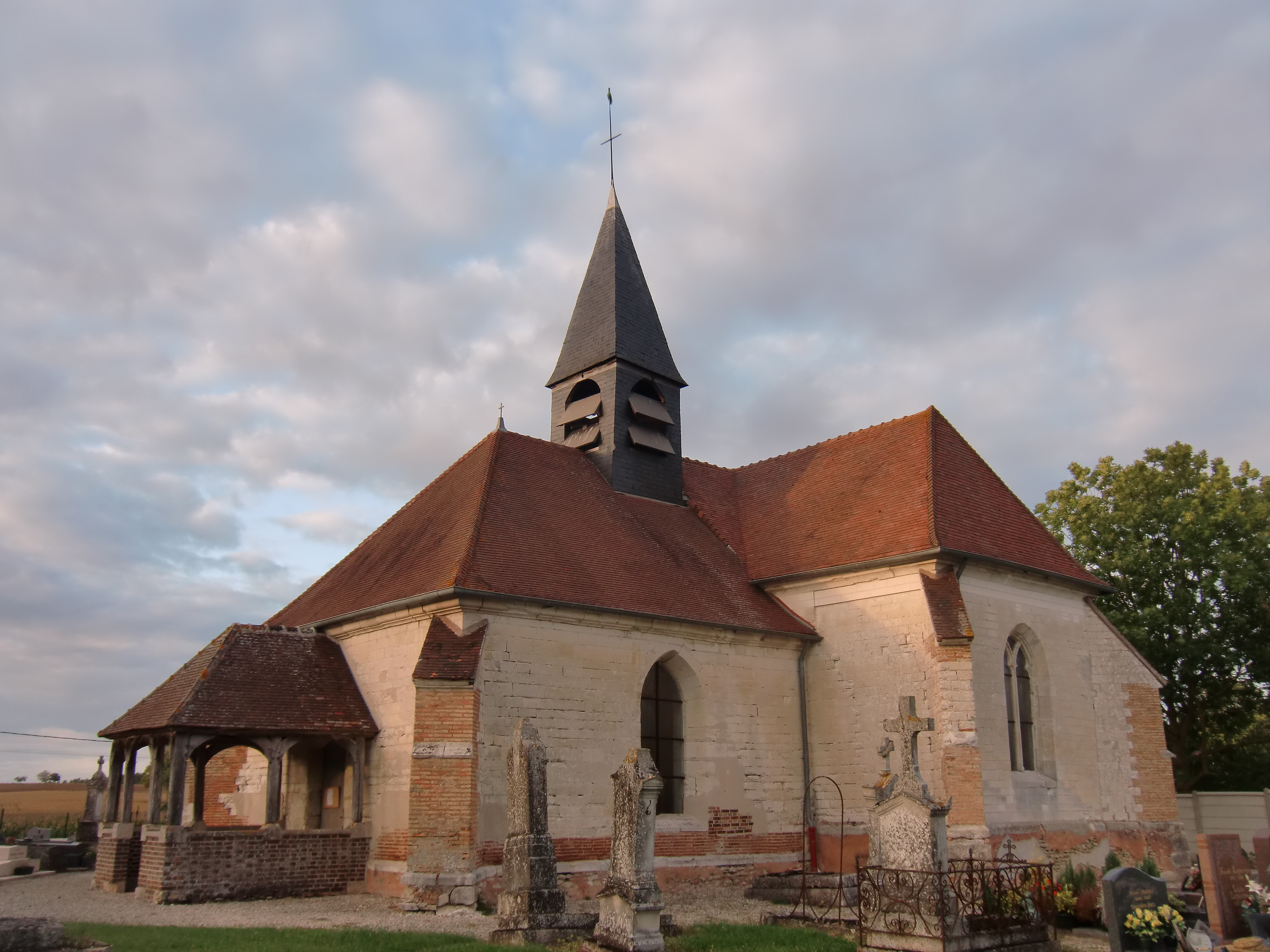
Kirche Notre-Dame-de-l’Assomption

- Kirche Notre-Dame-de-l’Assomption